# Schiedsrichter (Rechtswesen)
Ein Schiedsrichter ist eine Person, die als Mitglied eines Schiedsgerichts zur Entscheidung in einem schiedsrichterlichen Verfahren gemäß dem 10. Buch der ZPO berufen ist.

## Allgemeines
Ein Schiedsgericht wird für die Entscheidung eines Rechtsstreits zuständig, wenn die an einem Rechtsverhältnis beteiligten Parteien dies in einer Schiedsvereinbarung vereinbaren (§ 1029 ZPO). Die Parteien können auch ein Verfahren zur Bestimmung des oder der Schiedsrichter vereinbaren; treffen sie eine solche Vereinbarung nicht, erfolgt die Bestimmung des oder der Schiedsrichter durch ein staatliches Gericht (§ 1035 ZPO). Schiedsrichter können auch wegen Befangenheit abgelehnt werden (§ 1036 ZPO). Wenn die Ablehnung nach dem zwischen den Parteien vereinbarten Verfahren, falls ein solches vereinbart ist, oder sonst binnen zwei Wochen nach Bekanntwerden des Ablehnungsgrundes erfolglos bleibt, kann ein staatliches Gericht angerufen werden (§ 1037 ZPO).
Die Zahl der zur Entscheidung berufenen Schiedsrichter können die Parteien frei vereinbaren, wenn keine Anzahl vereinbart wird, sind drei Schiedsrichter zu berufen. In der Auswahl der Personen sind die Parteien frei, eine Grenze ergibt sich nur aus dem Grundsatz, dass die Rechtspflege neutral und überparteilich sein muss. Eine Befähigung zum Richteramt oder andere formale Qualifikationen sind nicht erforderlich, um zum Schiedsrichter berufen zu werden.
Das Amt des Schiedsrichters endet außer bei Beendigung des schiedsrichterlichen Verfahrens auch dann, wenn der Schiedsrichter nicht in der Lage ist, seine Aufgabe zu erfüllen, oder er sonst seinen Aufgaben nicht nachkommt und er deshalb zurücktritt oder die Parteien die Beendigung seines Amtes vereinbaren (§ 1038 ZPO).